# Robert P. Kennedy

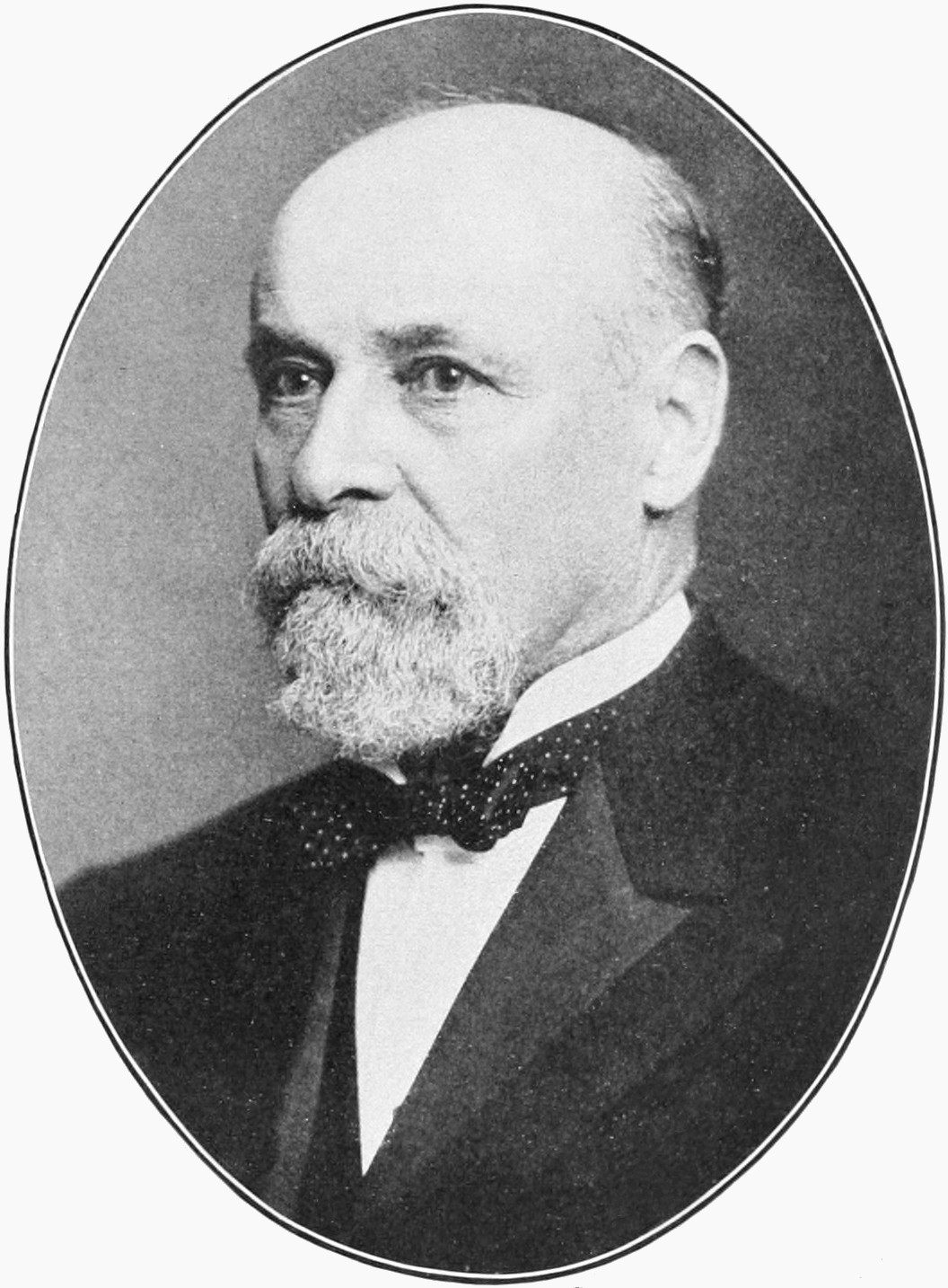
Robert P. Kennedy

Robert Patterson Kennedy (* 23. Januar 1840 in Bellefontaine, Ohio; † 6. Mai 1918 in Columbus, Ohio) war ein US-amerikanischer Politiker. Zwischen 1887 und 1891 vertrat er den Bundesstaat Ohio im US-Repräsentantenhaus.

## Werdegang
Robert P. Kennedy besuchte die öffentlichen Schulen seiner Heimat. Während des Bürgerkrieges diente er als Offizier der Freiwilligen aus Ohio im Heer der Union. Dabei stieg er bis 1865 bis zum Brigadegeneral der Freiwilligen auf. Nach einem anschließenden Jurastudium und seiner 1866 erfolgten Zulassung als Rechtsanwalt begann er in Bellefontaine in diesem Beruf zu arbeiten. Gleichzeitig schlug er als Mitglied der Republikanischen Partei eine politische Laufbahn ein. Zwischen 1878 und 1883 war er Leiter des vierten Bundesfinanzdistrikts in Ohio; von 1885 bis 1887 amtierte er als Vizegouverneur seines Staates.
Bei den Kongresswahlen des Jahres 1886 wurde Kennedy im achten Wahlbezirk von Ohio in das US-Repräsentantenhaus in Washington, D.C. gewählt, wo er am 4. März 1887 die Nachfolge von John Little antrat. Nach einer Wiederwahl konnte er bis zum 3. März 1891 zwei Legislaturperioden im Kongress absolvieren. Im Jahr 1890 verzichtete er auf eine weitere Kandidatur.
Im Jahr 1899 wurde Robert Kennedy von Präsident William McKinley zum Vorsitzenden der Insular Commission ernannt, die die Verhältnisse in Kuba und Puerto Rico untersuchte. Er starb am 6. Mai 1918 in Columbus und wurde in Bellefontaine beigesetzt. Kennedy war zweimal verheiratet und hatte vier Kinder.